# Sweet Emotion
«Sweet emotion» es una canción de la banda estadounidense de rock Aerosmith lanzada en 1975, en su álbum Toys in the attic. Fue lanzada como single el 19 de mayo de 1975. La canción inició una serie de éxitos pop y un suceso a gran escala para la banda que continuaría durante el resto de la década de 1970.
Fue escrita por Steven Tyler y Tom Hamilton.

## Éxito
La canción fue lanzada como sencillo en 1975 y alcanzó el Nº 36 en el Billboard Hot 100, convirtiéndose en un logro y en el primer éxito del Top 40 de la banda. El día en que llegó al Nº 36 en el chart de EE. UU. el 19 de julio de 1975, Aerosmith tenía previsto un concierto en el Central Park de Nueva York, en el marco del "Festival de Música de Schaefer". La canción tuvo tanto éxito que la banda decidió aprovecharlo para el relanzamiento de su primer sencillo, "Dream on", que originalmente llegó al Nº 59 en 1973. La versión publicada nuevamente pasó ocupar el puesto n.º 6, el más alto en la década de 1970 para la banda.

## Interpretación lírica
Muchos fans de Aerosmith creen que Steven Tyler escribió toda la letra de la canción sobre la tensión y el odio entre los miembros de la banda y la esposa de Joe Perry. Steven Tyler ha dicho que solo algunos de los versos fueron inspirados por la esposa de Perry. En la autobiografía de Aerosmith, "Walk this way", y en un episodio de Behind the music, se dice que las disputas entre las esposas de los miembros de la banda era cada vez mayores (incluyendo un incidente en que Elyssa Perry derramó leche sobre la esposa de Hamilton) podría ser la razón original por la cual la banda se disolvió en 1980.

## Estructura de la canción
El comienzo de la canción es una repetición de "riffs" de bajo eléctrico, junto con la marimba baja interpretada por Jay Messina. La introducción se basa en el uso de una caja de talk box por Joe Perry, que se ha convertido en uno de los usos más famoso del talk box con una guitarra eléctrica, (Perry canta la línea "Sweet Emotion" sobre "riff" del bajo de Hamilton). Finalmente, Steven Tyler se une, y canta con Perry quien sigue usando el instrumento.
La canción comienza en un ritmo más roquero con duelo de guitarras, fuego rápido y furioso sonido, la letra de la canción es cantada por Steven Tyler. El coro de la canción consta de un "riff" de guitarra repitiendo seguido por el comienzo cantando "Sweet Emotion".
El Greatest Hits 1980, álbum recopilatorio de Aerosmith, "Sweet Emotion" aparece en forma editada. El bajo y la introducción del talk box se corta, y la pista comienza con el estribillo que precede a la primera estrofa. El solo de guitarra al final de la canción también fue eliminado, y la pista concluye con el coro, que repite como la canción se desvanece a cabo. Esta misma edición fue utilizado para la publicación del sencillo original de la canción, que fue rápidamente reemplazada en prensados posterior con la versión del álbum de Toys in the Attic.

## Legado
La canción ha sido incluido en la compilación de Aerosmith, y en casi todos los álbumes en vivo, incluyendo Greatest Hits, Pandora's Box, Pandora's Toys, O, Yeah! Ultimate Aerosmith Hits, Devil's Got a New Disguise, Live! Bootleg, Classics Live I, A Little South of Sanity, Greatest Hits 1973-1988 y Rockin' the Joint.
La canción se cita frecuentemente como canción de firma de Aerosmith, incluso en el Almanaque Mundial y Libro de Hechos, y compite regularmente con "Dream On" y "Walk This Way" por el título de la canción "la firma de Aerosmith" en otros lugares.
A menudo se incluye en "la mejor canción" o "mejor canción de rock", aparece en la revista de Rolling Stone ubicándose en el puesto número #408 en las 500 mejores canciones de todos los tiempos.
También es una de las canciones que Aerosmith interpretó cuando fueron introducidos en el Rock and Roll Hall of Fame.

## Relanzamiento
La grabación original fue mezclada por David Thoener y lanzada como sencillo en 1991 en el álbum recopilatorio Pandora's Box, aunque la versión remezclada no estaba en el box set. La principal diferencia de la original es que la batería se mezclan más fuerte, con más reverberación, en relanzamiento en 1991. Un nuevo video musical fue grabado y lanzado en apoyo de la única. La versión publicada nuevamente alcanzó el nº36 en la lista Mainstream Rock Tracks y nº74 en el Reino Unido. La versión remezclada más tarde fue emitida en la banda sonora de Armageddon la película de 1998.

### El videoclip musical
El vídeo para el nuevo lanzamiento de la versión se basa en una conversación de sexo telefónico. El vídeo muestra a un joven bajo su cubre con una revista que es la publicidad de una línea de sexo telefónico. El hombre y la mujer que habla de unos a otros por un tiempo, hasta que entra en una foto de la banda tocando en el sótano de alguien (esta parte del vídeo se grabó en el antiguo piso de la banda en el 1325 de Commonwealth Avenue, Boston). Luego comienzan las imágenes de Aerosmith interpretando "Sweet Emotion" y la conversación telefónica. Al final, se revela que la mujer sexy que el joven está hablando con no es lo que ve en su mente. Ella se muestra como una mujer obesa con un bebé que vive en una casa humilde. Durante la mayor parte del vídeo, Perry está tocando una Gibson Les Paul, pero toca el "riff" con una Fender Stratocaster.
El vídeo es también un homenaje a la película Risky Business (1983), en que las escenas de apertura de la joven hablando con la mujer son casi idénticas a las escenas en la película del personaje de Tom Cruise hablando por teléfono con la chica.

## Personal
- Steven Tyler – voz, paquete de azúcar, vibraslap
- Joe Perry – guitarra líder, talk box, coros
- Brad Whitford – guitarra rítmica
- Tom Hamilton – bajo
- Joey Kramer – batería, percusión
- Jay Messina – marimba

## Versiones y referencias culturales

### Sencillo de Sonic Youth
Una versión de Sweet Emotion fue Lado A de un sencillo lanzado por la banda Sonic Youth en formato de 7" en 2002, para una caja de edición limitada llamada Terrastock 5. El lanzamiento coincidió con la quinta realización del festival Terrastock, en octubre de 2002. A pesar de que los nombres de las canciones coinciden con las de Aerosmith y aluden a ellas (aunque el nombre original del segundo tema es «Lord of the Thighs», en lugar de «Lord of Your Thighs») se trata de grabaciones de noise rock llenas de gritos y ruido.
| N.º  | Título                         | Duración |  |
| 1.   | «Sweet Emotion» (Lado A)       | 1:18     |  |
| 2.   | «Lord of Your Thighs» (Lado B) | 3:20     |  |
| 4:38 |                                |          |  |

### En la cultura popular
- La canción se utiliza como la música de apertura de la película Dazed and Confused.
- La canción se reproduce durante una parte de los créditos de finalización de la película de 2004 "Starsky y Hutch".
- La banda de Irlanda del Norte The Answer realizó una versión para un CD de versiones que venía incluido en la edición del 6 de junio de 2006 de la revista Kerrang!
- En un episodio de Los Simpson, Homer consigue en la tienda una caja de cereales llamada Sweet Emoticions con una imagen de Steven Tyler en la misma. Bart comenta frente a esto: "No sabía que Aerosmith hizo un cereal de desayuno".
- La canción se reproduce en serie dramática Prison Break en el episodio "And Then There Were 7".
- La canción aparece en el Rock 'n' Roller Coaster Starring Aerosmith en Disney's Hollywood Studios de Lake Buena Vista, Florida y los Walt Disney Studios Paris en Marne-la-Vallée, Francia.
- Parte del "riff" principal de esta canción es utilizada en el éxito de Buckcherry, "Crazy Bitch".
- Un extracto de la canción también se utiliza en la película Armageddon, protagonizada por Liv Tyler, que también contó con el éxito de Aerosmith "I Don't Wanna Miss a Thing" (así como otras dos canciones de Aerosmith).
- Un acertijo en la edición del 6 de febrero de 2008 de la Rueda de la Fortuna fue "Sweet Emotion de Aerosmith".
- Leo Kottke y Mike Gordon realizaron una versión de la canción en el álbum de 2005 "Sixty Six Steps" con un toque country folk.
- En el DVD Live! Tonight! Sold Out!, los miembros de Nirvana Dave Grohl y Krist Novoselic aparecen haciendo una zapada con esta canción antes que Kurt Cobain aparezca, interrumpiendo la canción con "Dive". La zapada fue durante su concierto en Río de Janeiro el 23 de enero de 1993.
- La canción se reproduce como un tema principal en el juego de 2008, Guitar Hero: Aerosmith.
- La canción suena en la pantalla de puntuación en las versiones arcade del juego de Midway Games "Revolution X", que cuenta con Aerosmith como ellos mismos.
- La banda Phish ha interpretado la canción en concierto.
- La canción suena en la película Transformers: el lado oscuro de la luna, cuándo Sam Witwicky acude a sus entrevistas de trabajo.
- The Mighty Mighty Bosstones hicieron una versión de la canción en su disco "Where'd You Go"
- La canción aparece en la película Somos Los Miller, cuando Rose O'Reilly (interpretada por Jennifer Aniston) hace un estriptis en el taller de Gary, para persuadir a Pablo Chacón y que no la matase a ella ni a su familia falsa.